# هیچ‌کس (خواننده)
سروش لشکری (زادهٔ ۱۹ اردیبهشت ۱۳۶۴) که با نام هنری هیچ‌کس شناخته می‌شود، خواننده، رپر و ترانه‌نویس ایرانی در سبک رپ فارسی است. به دلیل تأثیرگذاری او بر این سبک موسیقی در ایران، از او با لقب «پدر رپ فارسی» یاد می‌شود. نخستین آلبوم رسمی وی با نام جنگل آسفالت (۱۳۸۵)، که نخستین آلبوم استودیویی و نقطه عطفی در رپ فارسی به‌شمار می‌رود. او همچنین از بنیان‌گذاران گروه‌های موسیقی زیرزمینی ۰۲۱، صامت و ملتفت است.

## زندگی
سروش لشکری در ۱۹ اردیبهشت ۱۳۶۴ در تهران زاده شد. او فرزند یک خانواده پنج نفری است. او تا دو سالگی در آلمان زندگی کرد و سپس ساکن محلهٔ ونک تهران بود. او دانشجوی رشتهٔ زبان انگلیسی در دانشگاهِ واحد گرمسار بود اما تحصیل خود را نیمه‌کاره رها کرد. پدر او که مالک یک کارخانه در اصفهان است، او اهل شهر ضیاءآباد قزوین است با حسین لشگری (خلبان نیروی هوایی ارتش جمهوری اسلامی ایران که در جنگ ایران و عراق اسیر بود) نسبت خانوادگی دارد.
هیچ‌کس در سال ۱۳۸۷ به‌اتهام «ترویج و انتشار موسیقی بدون مجوز» از سوی دادگاه احضار شد. او با قرار وثیقهٔ ۵ میلیون تومانی و تعهد نسبت به عدم خواندن رپِ بدون مجوز تا زمان تشکیل دادگاه آزاد شد. هیچ‌کس بعد از مهاجرت به بریتانیا، در لندن زندگی می‌کند و در دانشگاهی مشغول به ادامه تحصیل بود. او در انتخابات ریاست‌جمهوری ۱۳۹۶ از حسن روحانی حمایت کرد.
او همزمان با اعتراضات آبان ۹۸ و قیام مردمی ۱۴۰۱ در فضای مجازی مشغول فعالیت‌های سیاسی است و قطعه‌های «بزن» و «این یکیم واسه» را همزمان با این رویدادها منتشر کرد. علاوه بر آن وی در تجمعات اعتراضی ایرانیان ساکن لندن نیز حضور داشت. به گفته هیچ‌کس، پدر و مادر همسر سابقش حامی سازمان مجاهدین خلق ایران هستند، اما او و همسر سابقش با گرایش سیاسی این سازمان موافق نیستند و آزادی‌خواه و خواهان برقراری دموکراسی لیبرال هستند.

## فعالیت حرفه‌ای

### ۱۳۷۹ تا ۱۳۸۲: سال‌های آغازین
لشکری در ابتدا سال ۱۳۷۹ کارش را با بازخوانی ترانه‌های انگلیسی آغاز کرد، اما این بازخوانی‌ها با استقبال چندانی از سوی مخاطبان مواجه نشد.
او با نام هنری «هیچ‌کس» کار خود در موسیقی رپ را آغاز کرد. این خوانندهٔ رپ در گفت‌وگو با بی‌بی‌سی فارسی دلیل انتخاب این نام برای خود را این‌گونه بیان کرده است:
«دلیل انتخاب اسم هیچ‌کس هم این بود که می‌خواستم یک تضادی ایجاد کنم با تأثیری که می‌خوام بگذارم و حرف‌هایی که می‌زنیم. هیچ‌کس نماد هیچ‌چیز نیست و من این را دوست دارم»
آهنگ چشم‌ها رو من از هیچ‌کس و سالومه ام‌سی در سال ۱۳۸۲، یعنی نقطهٔ آغازین موسیقی زیرزمینی در ایران منتشر شد که باعث شد دیگر هنرمندان رپ به سمت بازخوانی آثار دیگر در این سبک ترغیب شوند. برخی رسانه‌های خارجی از هیچ‌کس و سالومه ام‌سی به عنوان نخستین خوانندگان در رپ فارسی یاد کردند. این اثر جز نخستین ترانه‌های رپ فارسی بود و در زمانی منتشر شد که امکانات و تجربهٔ خوانندگان این سبک در ایران بسیار کم بود.

#### معرفی نخستین خوانندگان دختر رپ فارسی
در این دوران، هیچ‌کس نخستین رپرهای دختر را به رپ فارسی معرفی کرد. وی نخست سالومه ام‌سی و سپس پانی را به مخاطبان موسیقی رپ شناساند و در تولید و نشر آثار هنرمندان زیرزمینی نیز نقش مهمی را ایفا کرد. این فعالیت‌ها باعث شد که دیگر هنرمندان این سبک، لقب «پدر خوانده» را به او بدهند و بعدها دیاکو و رضا پیشرو آهنگی به نام پدر خوانده را منتشر و به هیچ‌کس تقدیم کردند.

### ۱۳۸۲ تا ۱۳۸۶: تشکیل ۰۲۱ و صامت، آلبوم جنگل آسفالت
در سال ۱۳۸۲، هیچ‌کس یکی از نخستین گروه‌های رپ ایران را با نام «۰۲۱» و با شعار «تهران برای همیشه» ایجاد کرد.
در آغاز هیچ‌کس در ترانه‌های خود به کل‌کل‌های رایج با دیگر خواننده‌های رپ می‌پرداخت، اما سپس، بیشتر ترانه‌هایی با مضامین اجتماعی منتشر نمود. بعدها آشنایی و دوستی او با رضا پیشرو موجب شد تا این‌دو با یکدیگر، یکی از نخستین گروه‌های حرفه‌ای رپ به نام «صامت» را راه‌اندازی کنند.
در سال ۱۳۸۵ هیچ‌کس آلبوم جنگل آسفالت را با آهنگ‌سازی مهدیار آقاجانی روی آی‌تیونز منتشر کرد. انتشار این آلبوم که حال و هوایی خیابانی داشت و موضوع ترانه‌های آن مشکلات اجتماعی کشور ایران بود، نام هیچ‌کس را بیش از پیش بر سر زبان‌ها انداخت و او را به موفق‌ترین خوانندهٔ رپ ایران در آن روزها بدل کرد. همچنین تک‌آهنگ یه مشت سرباز نتیجهٔ شهرت جهانی را برای هیچ‌کس دربرداشت. در نماهنگ این ترانه، پیشرو، علی قاف، بهرام نورائی، ریویل، مهدیار آقاجانی و… به صورت افتخاری حضور دارند.

#### نخستین نماهنگ رپ فارسی
مهرک گلستان، خوانندهٔ رپ ساکن لندن، ملقب به ریویل، از راه اینترنت و با میانجی‌گری یک خوانندهٔ رپ به نام دیو، با هیچ‌کس آشنا شد و در سفر خود به تهران با او دیدار کرد. ریویل در این‌باره گفته است:
«بعد از آشنایی با هیچ‌کس از سبک کارش خیلی خوشم آمد و نخستین بار در میدان ونک با هم قرار گذاشتیم. با هم قرار گذاشتیم که با هم آهنگ رپ بخوانیم که توش موسیقی سنتی هم باشه. با همکاری چندین نوازندهٔ سازهای ایرانی این کار را انجام دادیم و ویدئوهایش را خودمان فیلم‌برداری کردیم.»
هیچ‌کس و ریویل چندین ترانه را با هم اجرا کردند که ترانهٔ «تیریپ ما» با نماهنگ سیاه‌وسفیدی که شامل صحنه‌هایی از قلیان‌کشی و رقص قمه در خیابان‌های تهران بود، بازخوردهای زیادی را در پی داشت.

### ۱۳۸۸: یه روز خوب می‌آد و خروج از ایران
هیچ‌کس در فیلم کسی از گربه‌های ایرانی خبر نداره ساختهٔ بهمن قبادی که در سال ۱۳۸۸ منتشر شد، حضور داشت و نماهنگ اختلاف را اجرا کرد. در نمایی از این فیلم، حامد بهداد در نقش «نادر» به سراغ هیچ‌کس می‌رود تا او را برای سفر به لندن دعوت کند. هیچ‌کس درحالی که به دعوت نادر جواب منفی می‌دهد، با اشاره به اصیل بودن رپ فارسی می‌گوید: «ما چیزی که می‌خونیم بهش میگن رپ فارسی؛ فارسی، یعنی مال همین جاست.»
هیچ‌کس در سال ۱۳۸۸ ترانه یه روز خوب میاد را خواند که واکنش او نسبت به حوادث پس از انتخابات ریاست جمهوری سال ۱۳۸۸ تعبیر شد. این ترانه بهترین و پرطرفدارترین ترانه منتشر شدهٔ سیاسی در آن زمان شد.

هیچ‌کس سرانجام از ایران خارج شده و به مالزی سپس ترکیه رفت و سرانجام در لندن ساکن شد. اگرچه در مصاحبه با دویچه‌وله محل زندگی خود را تهران ذکر کرد. او دربارهٔ دلیل خروج خود از ایران در مصاحبه با شبکهٔ من‌وتو و همچنین در نشستی دربارهٔ موسیقی هیپ‌هاپ ایران در مدرسهٔ مطالعات مشرق‌زمین و آفریقا گفت:
«کلاً من برای همیشه نیومدم بیرون؛ بلکه اومدم کانال‌ها را برای بچه‌های تهران باز کنم. می‌خوام با مهدیار آقاجانی آلبوم بدم بیرون و با بهترین رپ‌خوان‌های جهان کار کنم تا ببینم چند چندن؟»

### ۱۳۸۸ تا ۱۳۹۱: تشکیل ملتفت، آلبوم انجام وظیفه و تک‌آهنگ‌های فردی
در ۱۷ اسفند ۱۳۸۹ آلبوم انجام وظیفه برای فروش بر روی آی تیونز و آمازون و برای دریافت رایگان نیز در وب‌سایت‌ها منتشر شد. انجام وظیفه با همکاری مشترک اعضای گروه ملتفت (مهدیار آقاجانی، هیچ‌کس، قاف، فدایی و ریویل) حاصل شد که دارای ۵ آهنگ با موضوع‌های مختلف است. هیچ‌کس در دو آهنگ ما از اوناشیم و انجام وظیفه از این آلبوم حضور داشت.

#### آهنگ «اون مثل داداشم بود» و جدائی از صامت
در پی همکاری هیچ‌کس با گروه زدبازی در آهنگ چرا بدی از آلبوم زاخارنامه، به دلیل اختلاف رضا پیشرو با اعضای زدبازی، جنجال‌هایی میان هیچ‌کس و پیشرو به وجود آمد که در ۱۴ بهمن ۱۳۹۰، هیچ‌کس در آهنگی با نام اون مثل داداشم بود پیشرو را مورد خطاب قرار داد و پیشرو نیز آهنگی به نام لوبیای سحر آمیز در جواب به این آهنگ منتشر کرد. سرانجام اختلافات به وجود آمده میان هیچ‌کس و پیشرو که سازندگان گروه صامت بودند، موجب منحل شدن این گروه شد.

#### جوون و خام
در ۹ اکتبر ۲۰۱۲ (چهارشنبه، ۱۷ مهر ۱۳۹۱)، هیچ‌کس به همکاری قاف، ریویل و کول جی رپ، تک‌آهنگی از خود با نام جوون و خام (به انگلیسی: Young n' Foolish) منتشر کرد. آهنگ‌ساز این قطعه، مهدیار آقاجانی بود. از ویژگی‌های این آهنگ می‌توان به دو زبانی بودن آن (انگلیسی و فارسی) اشاره کرد که بخش فارسی آن را هیچ‌کس و قاف، و بخش انگلیسی آن را ریویل و کول جی رپ اجرا کرده‌اند.

### ۱۳۹۱ تا کنون: آلبوم مجاز و تک‌آهنگ‌های فردی
هیچ‌کس در ۱۲ فروردین ۱۳۹۲ در قطعهٔ صوتی که از خود منتشر کرد، از کار بر روی آلبوم جدیدش به‌نام مجاز خبر داد و از همکاری خودش با آهنگ‌سازهای جدیدی با نام‌های حسن و حکمت در این مجموعه خبر داد. مهدیار آقاجانی به همراه حسن و حکمت آهنگ‌سازی آلبوم مجاز را انجام دادند.
سرانجام آلبوم مجاز پس از ۷ سال کار برای ساخت آن، در ۱۱ فروردین ۱۳۹۹ با برچسب (لیبل) ملتفت منتشر شد. آلبوم شامل ۱۶ آهنگ با موضوعات مختلف است که با حضور مهمان فدائی، قاف و ریویل تهیه شده است.

#### آهنگ فیروز
وی در ۱ فروردین ۱۳۹۴ تک‌آهنگ فیروز را منتشر کرد که در آن به شخصیت تاریخی حاجی فیروز می‌پردازد. موضوع آهنگ فیروز توسط مهدی اخوان ثالث در پاورقی یکی از شعرهای خود در مجموعه شعر ارغنون، با ابراز تنفر از حاجی‌فیروز ذکر شده و آن را «بقایای نفرت‌انگیز عهد توحش و برده‌داری» نامیده‌بود.

#### آهنگ «دستاشو مشت کرده»
پس از اعتراضات آبان ۱۳۹۸ ایران، در ۱۹ آذر ۱۳۹۸ آهنگی با نام «دستاشو مشت کرده» از سوی هیچ‌کس انتشار یافت که با واکنش گسترده و کم‌نظیری از سوی مخاطبان به ویژه در توئیتر مواجه شد. وی در این اثر، رویدادها و مسائل مرتبط با اعتراضات سراسری همچون کشتار معترضان را به گونه‌ای تلخ و ناامید کننده مورد انتقاد قرار می‌دهد. کلام این قطعه گاهی از وزن و قافیه خارج شده و هیچ‌کس سعی نکرده که کلام و تأثیر آن را برای آن‌که وزن و قافیه بماند، فدای قالب کند.

#### آهنگ «این یکیم واسه»
همزمان با خیزش سراسری ۱۴۰۱ در پی کشته شدن مهسا امینی و اعتراضات مردم ایران علیه حکومت جمهوری اسلامی، هیچ‌کس قطعه «این یکیم واسه» را منتشر کرد که از سوی مخاطبان با استقبال مواجه شد. وی در این اثر به اعتراض علیه کشتار مردم توسط حکومت می‌پردازد و سعی در جلب توجه رسانه‌های جهان به کشتار مردم ایران دارد.
آهنگ «روی جنازه‌ات می‌رقصم»
کمتر از یک هفته بعد از سقوط بالگرد ابراهیم رئیسی و همراهانش در جنگل ارسباران، هیچ‌کس ترانه «روی جنازه‌ات می‌رقصم» را منتشر کرد. پوستر این ترک یک کیسه زباله گره خورده با بک‌گراندی شبیه به دیوار مهدکودک بود.

## ویژگی و محتوای ترانه‌ها
هیچ‌کس متن ترانه‌هایش را خودش می‌آفریند. ترانه‌های او آکنده از اصطلاحات و تکیه‌کلام است، و استفاده از ادبیات خیابانی و کوچه‌بازاری، موسیقی او را برای عامه قابل‌فهم و جذاب کرده است.
به نوشته پرویز جاهد، «آهنگ‌های رپ هیچ‌کس، درونمایه اجتماعی قوی دارد و بیانگر تنش‌ها و تضادهای اجتماعی جامعه امروز ایران است. سرخوردگی‌ها، سرکوب‌ها، عقده‌های طبقاتی و روانی و سرکشی‌ها و عصیان‌های جمعی در شعر ترانه‌های هیچ‌کس به چشم می‌خورد. بسیاری، موسیقی هیچ‌کس را صدای اعتراض نسل جوان ایرانی و بیانگر روح ناآرام، بی‌قرار و سرکش آنان می‌دانند.»
امیر عزیز محمدی، روزنامه‌نگار و استاد دانشگاه معتقد است که هیچ‌کس فراتر از یک خواننده رپ، و تجلی مدرن شاعران کلاسیک زبان فارسی است؛ چرا که این قرارگیری شعر کلاسیک فارسی در وزن‌ها بوده که آن را در طی سده‌ها حفظ کرده است (و هیچ‌کس نیز همین کار را می‌کند).
برخلاف اغلب خوانندگان رپ فارسی، ترانه‌های هیچ‌کس مؤدبانه است و او در ترانه‌هایش از فحاشی و کلام‌های رکیک یا ستایش از فرهنگ اسلحه و مواد مخدر دوری می‌کند. اودر تک‌آهنگی به نام بنگ، مردم را به دوری از اعتیاد به مواد مخدر فرا می‌خواند. هیچ‌کس در ترانه‌هایش خط قرمزهایی را برای خود تعیین کرده چون «آهنگ‌هایش را خانواده‌ها گوش می‌کنند و نمی‌خواهد روی جوانان اثر منفی بگذارد». هیچ‌کس در ترانه‌های خود، از خدا و وطن‌پرستی صحبت به میان می‌آورد. او می‌خواهد در اثرهایش پیام داشته باشد و دلیل آن را این‌طور بیان می‌کند:
«وقتی می‌بینی که یه قدرتی داری و می‌تونی تأثیر بگذاری، چرا از آن به صورت مثبت استفاده نکنی؟»
خدمت به جامعه یکی از مضامینی است که هیچ‌کس ادعا کرده به دنبال آن است:
«کلاً آدم باید همیشه در حال خدمت به بشر و وطنش باشد. می‌دانی چه می‌گویم؟ یعنی حتماً قضیه سرباز بودن این نیست که بروی بجنگی. موضوع خدمت کردن است. حالا هر کسی در هر سنی به نوبهٔ خودش می‌تواند خدمتگزار مردم باشد… راستش چندسالی است که این طرز تفکر را پیدا کرده‌ام. چون وقتی من شروع کردم بچه بودم و چیزی حالیم نبود! اوایل همین طوری سر کل‌کل و این داستان‌ها رو آوردم به رپ؛ ولی کمی که گذشت، بالاخره آدم وقتی سن‌اش می‌رود بالاتر، عقلش بیش‌تر کار می‌کند.»

## موانع قانونی
هیچ‌کس و اعضای گروهش پس از شروع فعالیت حرفه‌ای و انتشار نخستین آلبوم او در ایران تحت تعقیب و پیگرد قانونی قرار گرفتند. او در پاسخ به سؤالی در مورد این که در کارش با چه موانع قانونی روبرو شده، می‌گوید «همش در حال فراریم…» و به یکی از ابیات ترانه زندان اشاره می‌کند: «من زندان نمی‌خوام برم، بگو چرا داری منو هل می‌دی؟»
هیچ‌کس برای آلبوم جنگل آسفالت موفق به دریافت مجوز از وزارت فرهنگ و ارشاد اسلامی نشد –چرا که از دید مسئولان سبک موسیقی او غربی و مبتذل بود– و نهایتاً آن را به شکل یک آلبوم زیرزمینی روی اینترنت منتشر کرد.
او همچنین اقدام به ضبط چند نماهنگ بدون مجوز در خیابان‌های تهران نموده که مطابق قوانین ایران می‌تواند مستوجب مجازات حبس باشد؛ دلیلی که موجب خودداری بسیاری از خوانندگان زیرزمینی (برخلاف هیچ‌کس) از این کار بوده است.
هیچ‌کس در اواخر سال ۱۳۸۶ به اتهام «ترویج و انتشار موسیقی بدون مجوز» از سوی دادگاه فراخوانده‌شد و با تأمین قرار وثیقه ۵ میلیون تومانی و به قید تعهد نسبت به عدم خواندن موسیقی رپ بدون مجوز، تا زمان تشکیل دادگاه آزاد شد.

## ترانه‌شناسی

### آلبوم‌های استودیویی
- جنگل آسفالت (۱۳۸۵)
- مجاز (۱۳۹۹)

### آلبوم‌های مشترک
- انجام وظیفه (۱۳۸۹)
- اِما۲ (۱۳۹۱)

## فیلم‌شناسی
- صوت سکوت (۱۳۸۵)
- کسی از گربه‌های ایرانی خبر نداره (۱۳۸۸)[۳۷]